# Fédération nationale des contribuables
Pour les articles homonymes, voir FNC.
La Fédération nationale des contribuables (FNC) ou Fédération nationale des syndicats et groupements de contribuables est un rassemblement de syndicats de contribuables fondé en 1928 par Louis-Alphonse Large, expert-comptable, présidé par le baron Albert d'Anthouard de Wasservas, diplomate en retraite, puis par l'industriel Jacques Lemaigre Dubreuil à partir de 1935. Le groupement est souvent appelé par erreur « ligue des contribuables ».

## Historique

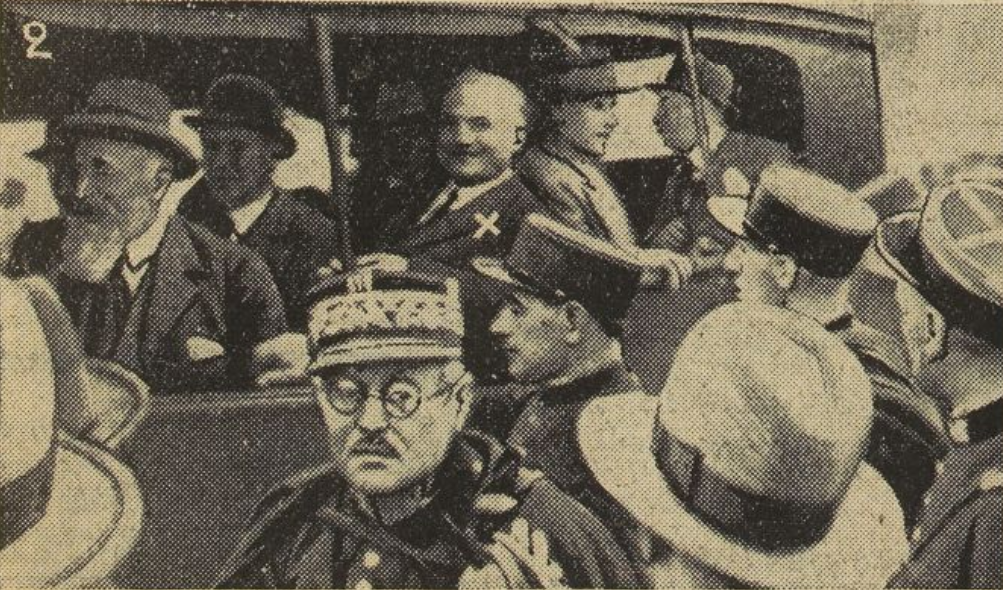
Louis-Alphonse Large, délégué général de la Fédération nationale des contribuables emmené au poste dans Excelsior du 24 octobre 1933.

À ses débuts, la Fédération dispose du patronage de la Société des agriculteurs, de la Fédération des architectes de France, de la Fédération des commerçants-détaillants de France et de la Fédération des porteurs de valeurs mobilières. Elle attire de nombreuses associations professionnelles, des chambres syndicales et des groupements de professions libérales.

La FNC n'est pas en conflit ouvert avec les pouvoirs publics et se présente comme « un organe de surveillance et de contrôle des agissements du gouvernement, sans hostilité particulière à son égard ». C'est l'aggravation de la crise économique en 1931 et la victoire du second cartel des gauches en 1932 qui radicalisent son discours. Dès lors, la FNC s'oppose à toute augmentation d'impôt et forme d'inflation. Elle se prononce pour une réduction des dépenses publiques et accuse copieusement les parlementaires radicaux et socialistes de dilapider l'argent public.

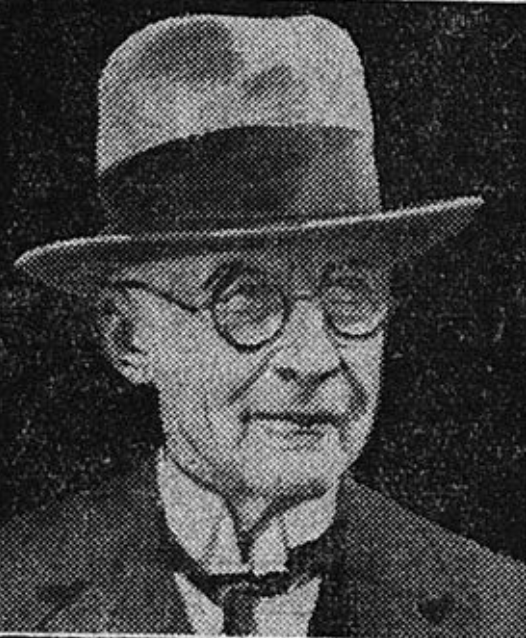
Le Baron d'Anthouard de Wasservas, président de la Fédération nationale des contribuables dans Le Matin du 6 février 1933.

La Fédération est membre du Comité national d'entente économique qui groupe les grands acteurs économiques, industriels, immobilier et agricoles français.
En février 1933, la Fédération organise des manifestations devant les préfectures et adjure ses syndicats locaux à fermer leurs commerces. Le 19 mars 1933, la FNC organise une journée nationale des contribuables contre la « spoliation fiscale et étatiste » en même temps que plusieurs manifestations. La police recense cent mille manifestants répartis dans quarante-six villes notamment dans l'Ouest et le Bassin parisien. Paradoxalement, cette radicalisation affaiblit la FNC et son intégration au sein du monde des grandes organisations représentatives des intérêts économiques.
La FNC est impliquée dans l'émeute du 6 février 1934 par la participation de ses adhérents parisiens et le relais des appels à manifester.
À partir de mars 1935, la FNC est présidée par Jacques Lemaigre Dubreuil, administrateur et directeur général des Huiles Lesieur et administrateur de la Société générale des huiles de pétrole.
Durant l'été 1936, les actionnaires de la Banque de France se groupent en une Association des porteurs d'action de la Banque de France (APABF) et s'allient avec la FNC. Jacques Lemaigre Dubreuil est porté comme candidat pour l'élection de conseiller général représentant les actionnaires. Il porte plainte contre Vincent Auriol, ministre des Finances, pour escroquerie afin de médiatiser sa candidature. Il est élu membre du conseil général de la banque et s'évertue à harceler Émile Labeyrie, Gouverneur de la Banque de France pendant le Front populaire, et Vincent Auriol.

## Idéologie
La FNC cherche à effectuer un travail de représentation symbolique des contribuables censés déjà être représentés par les parlementaires. Elle souhaite « se substituer au Parlement dans le processus de défense des intérêts des contribuables et dans la négociation avec le ministère des Finances ». Pour cela, elle préconise de renverser le régime et entend assurer le salut de la petite bourgeoisie par le recours à la grève de l'impôt et la pression de la rue. La stratégie d'action directe impulsée par Louis-Alphonse Large, classe la FNC dans la catégorie des groupements violents.

## Effectifs
La FNC revendique 400 000 adhérents en 1931 et 700 000 membres en 1934. Sociologiquement, les instances décisionnaires sont composées de commerçants, d'avocats, de notaires et de propriétaires.

## Relations externes

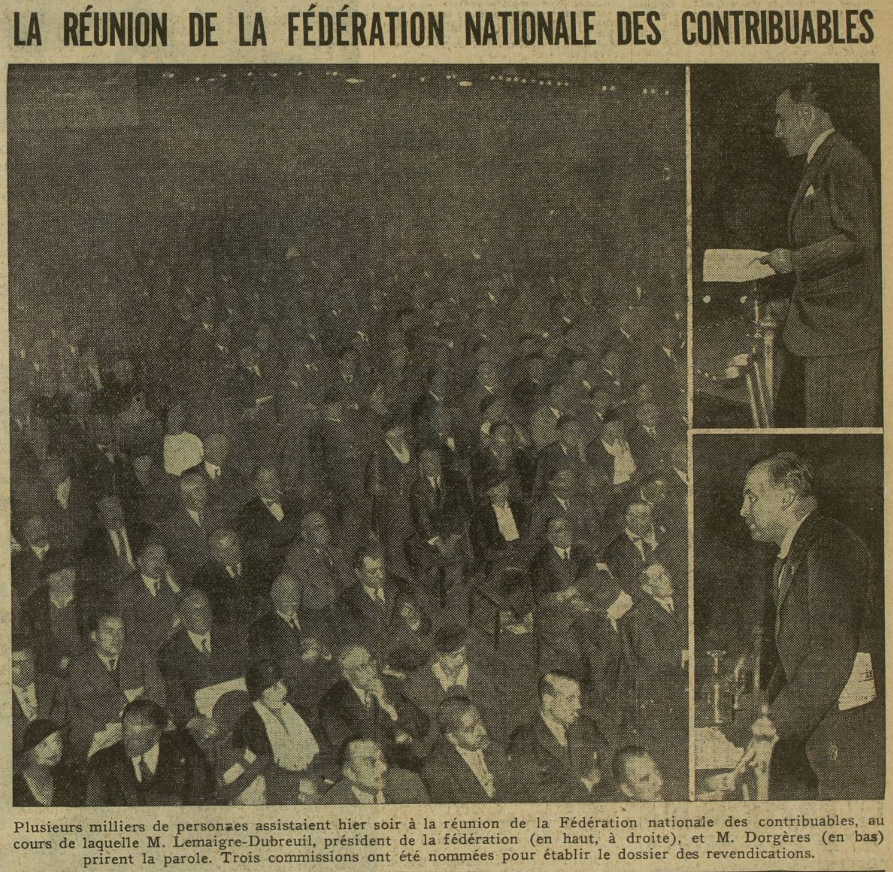
Discours de Jacques Lemaigre Dubreuil et Henri Dorgères lors d'une réunion de la Fédération nationale des contribuables dans Excelsior du 10 octobre 1935.

En 1930, la FNC noue des liens avec les Comités de défense paysanne d'Henri Dorgères.
Les Camelots du Roi de l'Action française prêtent main-forte pour le service d'ordre de certaines réunions. En parallèle de son mandat de président de la FNC, Jacques Lemaigre Dubreuil noue des relations avec la Cagoule et finance également L'Insurgé.

## Presse
- L'Action contribuable[4]
- Le Réveil du contribuable, mensuel publié à Paris.